# Clã Akamatsu
O clã Akamatsu (赤松氏, Akamatsu-shi) foi um clã samurai descendente distante de Minamoto no Morifusa. Eram proeminentes shugo-daimyō na província de Harima durante o Período Sengoku.

## Membros do clã
- Akamatsu Norimura (1277-1350).[1]
- Akamatsu Norisuke (1314-1371).[1]
- Akamatsu Mitsusuke[2]
- Akamatsu Sadaura[2]